# حرب نيز بيرس
كانت حرب نيز بيرس نزاعًا مسلحًا حرض العديد من مجموعات قبيلة نيز بيرس من الأمريكيين الأصليين وحلفائها، وهي مجموعة صغيرة من قبيلة بلاوس بقيادة «الصدى الأحمر» و«الرأس الحليق» للقتال ضد جيش الولايات المتحدة. نشأ الصراع، الذي جرى بين يونيو وأكتوبر 1877، نتيجة رفض العديد من مجموعات نيز بيرس، الذين يُطلق عليهم اسم «الهنود غير المتعاهدين»، التخلي عن أراضي أجدادهم في إقليم الشمال الغربي الهادئ والانتقال إلى محمية هندية في أيداهو. كان هذا التهجير القسري انتهاكًا لمعاهدة والا والا لعام 1855، التي منحت القبيلة 7.5 مليون فدان في أراضي أجدادهم والحق في الصيد وصيد الأسماك في الأراضي التي تنازلوا عنها للحكومة.
بعد الاشتباكات المسلحة الأولى في يونيو، شرعت قبيلة نيز بيرس في رحلة شاقة شمالًا في البداية لطلب المساعدة من قبيلة كراو. بعد رفض كراو تقديم المساعدة، التجؤوا إلى قبيلة لاكوتا التي يرأسها «الثور الجالس»، الذي فرّ إلى كندا في مايو 1877 ليتجنب القبض عليهم بعد معركة لتل بيج هورن في عام 1876.
طارد عناصر من الجيش الأمريكي قبيلة نيز بيرس الذين خاضوا معهم سلسلة من المعارك والمناوشات، ما أدى إلى تراجعهم 1170 ميلًا (1880 كيلومترًا). انتهت الحرب بعد معركة أخيرة استمرت خمسة أيام على طول سنيك كريك في قاعدة جبال بيرانا باو بمونتانا على بعد 40 ميلاً فقط (64 كيلومترًا) من الحدود الكندية الأمريكية. استسلمت الغالبية العظمى الناجية من قبيلة نيز بيرس التي يمثلها القائد جوزيف من فرقة والوا في نيز بيرس، إلى العميد أوليفر أوتيس هوارد ونيلسون أبليتون مايلز. تمكن «الطائر الأبيض»، من فرقة لاماتا من نيز بيرس، من الفرار من الجيش بعد المعركة والهروب مع عدد غير محدد من فرقته إلى معسكر «الثور الجالس» في كندا. أُلقي القبض على 418 رجلًا استسلم من نيز بيرس، بما في ذلك النساء والأطفال، وأُرسلوا بالقطار إلى فورت ليفينورث بكانساس.
على الرغم أن القائد جوزيف هو الأكثر شهرة بين قادة نيز بيرس، لم يكن القائد العام الوحيد. قاد قبيلة نيز بيرس ائتلاف من عدة قادة من الفرق المختلفة الذين شكلوا «هنود نيز بيرس غير المعاهدين»، بما في ذلك أولوكوت و«الطائر الأبيض» من فرقة لاماتا وتوهولهولزوتي من فرقة بيكيان و«منظار الرؤية» من فرقة ألبواي. كان العميد هوارد رئيسًا لفرقة كولومبيا في الجيش الأمريكي، والتي كُلفت بإجبار نيز بيرس على الرضوخ ومُدد اختصاصها من قِبل الجنرال ويليام تيكومسيه شيرمان للسماح بما عُرف باسم «مطاردة هوارد». كان الاستسلام الأخير لنيز بيرس حين ألقى الرئيس جوزيف خطابه الشهير بعنوان «لن أقاتل إلى الأبد أكثر من ذلك»، الذي ترجمه المترجم آرثر تشابمن.
كتبت صحيفة نيويورك تايمز في مقال افتتاحي عام 1877 عن حرب نيز بيرس ما يلي: «من جانبنا، لم تكن الحرب في أصلها ودوافعها سوى خطأ فادح وجريمة».